# 죠셉 리
죠셉 리는 미국의 배우이다. 한국어 이름은 이조연이다.

## 출연작

### 영화
- 《서치》 (2017년)
- 《라이언》 (2014년)
- 《더 데블 & 조 노바디》 (2013년) - 조 역
- 《쉐도우》 (2013년)

### 드라마
- 《우리가 만난 기적》 (2018년, KBS2) - 금성무 역
- 《NCIS: 로스앤젤레스 시즌 8》 (2017년, 미국CBS)
- 《리졸리 앤 아일스 시즌 6》 (2015년, 미국 TNT)
- 《리졸리 앤 아일스 시즌 5》 (2014년, 미국 TNT)

### 뮤직비디오
- 박기영 - 거짓말